# Paolo Lombardo (calciatore)
Paolo Salvatore Lombardo (Brindisi, 12 gennaio 1943) è un allenatore di calcio ed ex calciatore italiano, di ruolo centrocampista.

## Biografia
Sebbene è nato a Brindisi, è considerabile siracusano a tutti gli effetti essendo cresciuto e avendo trascorso gran parte della sua vita a Siracusa.

## Carriera

### Giocatore

Paolo Lombardo con la maglia del Livorno (1966)

Formatosi nelle giovanili e nella prima squadra dell'Archimede di Siracusa, viene prelevato dal Milan che lo gira in prestito prima al Siracusa allenato da Cestmir Vycpalek nel 1960-61, e poi al Rizzoli, società satellite di quella rossonera. Nel corso della sua carriera, ha disputato nove campionati di Serie B con le maglie di Trani, Livorno, Reggina e Brindisi, per complessive 231 presenze e 23 reti fra i cadetti.
Nella stagione 1963-1964 fa parte della rosa del Modena all'epoca in Serie A, non venendo schierato in nessuna partita di campionato. Termina l'esperienza da calciatore nella stagione 1975-76 nuovamente con la maglia del Siracusa.

### Allenatore
Intrapresa la carriera di allenatore, sempre nel Siracusa, l'ha guidato a lungo e a più riprese (spesso in coppia con Carlo Facchin) vantando il record di 304 presenze sulla panchina azzurra. Vi esordì nel 1976-77, per poi tornare negli anni 1980-81, 1982-83, 1984-86, 1987-90, 1993-94 e infine tra il 2006 (come direttore tecnico) e il 2007. Nella stagione 1981-1982 allenò il Monopoli, venendo sostituito a campionato in corso da Michele Cappella. Ha allenato pure l'Acireale, la Vigor Lamezia, la SPAL, il Bisceglie, il Potenza, l'Atletico Catania, la Cavese e il Teramo. 
Tra i vari sistemi di gioco applicati, ha prediletto il calcio totale di cui ne ha imparato le caratteristiche da Arrigo Sacchi durante i corsi per master di allenatori a Coverciano.

## Palmarès

### Giocatore

#### Competizioni nazionali
- Serie C: 1

Brindisi: 1971-1972

### Allenatore

#### Competizioni nazionali
- Coppa Italia Semiprofessionisti: 1

Siracusa: 1978-1979
- Serie C2: 1

Siracusa: 1988-1989